# Arkadi Maslow
Arkadi Maslow (russisch Аркадий  Маслов, eigentlich Исаак Ефимович Чемеринский Isaak Jefimowitsch Tschemerinski; geboren am 9. März 1891 in Jelisawetgrad; gestorben 20. November 1941 in Havanna) war ein kommunistischer Politiker.

## Leben

### Jugend und Ausbildung

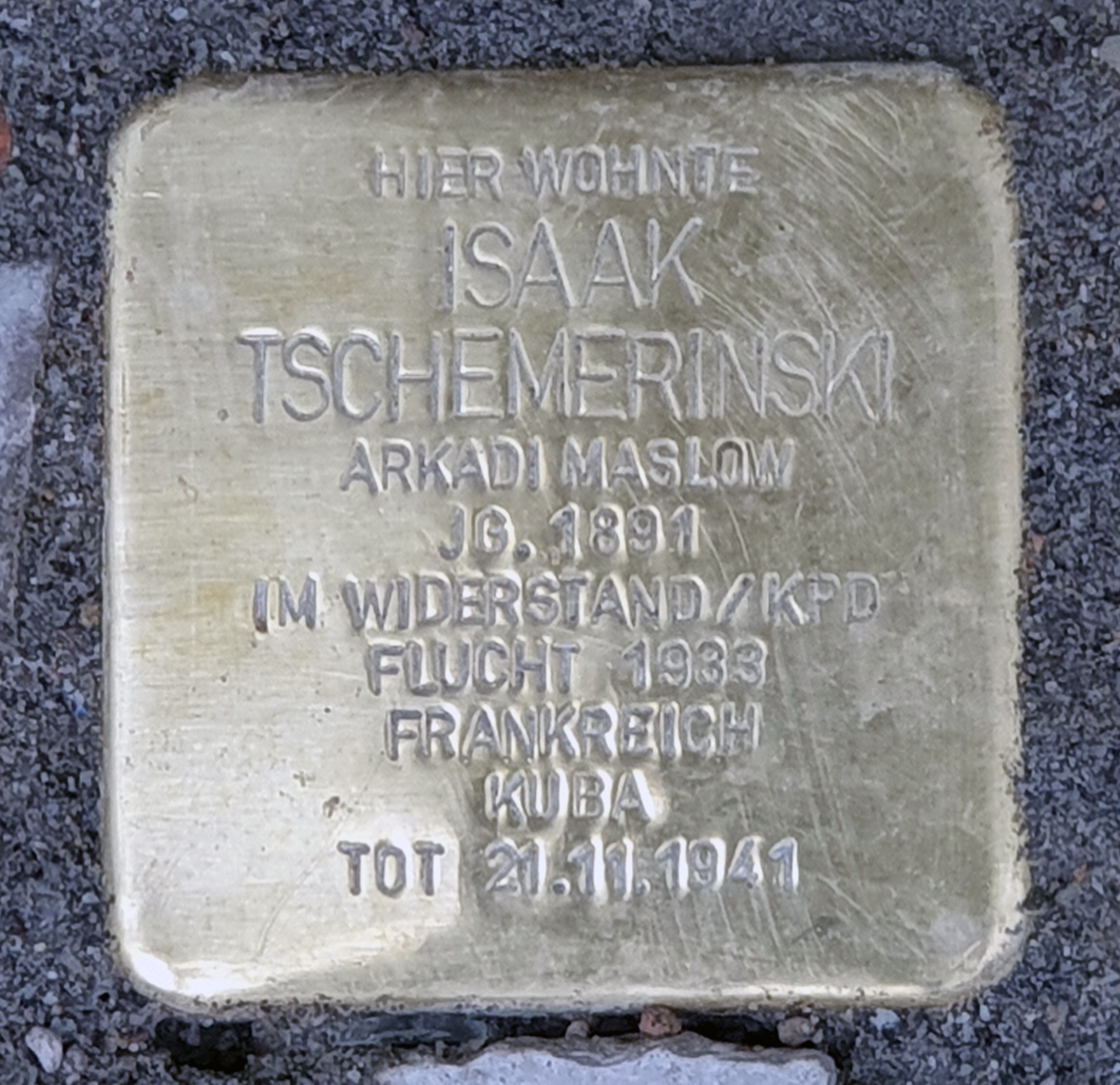
Stolperstein am Haus, Andreasberger Straße 9, in Berlin-Britz

Arkadi Maslow wurde als Isaak Jefimowitsch Tschemerinski in einer jüdischen Kaufmannsfamilie im Russischen Kaiserreich geboren. Seine Mutter übersiedelte 1899 mit ihm und seinen Geschwistern in das Deutsche Reich. Nachdem sie zunächst in Berlin-Schöneberg gelebt hatten, zogen sie später nach Dresden, wo Maslow von 1904 bis 1910 das Gymnasium Kreuzschule besuchte. Anschließend studierte er auf einem Konservatorium, bis er eine Prüfung als Pianist ablegte. 1912 begann er ein Studium der Naturwissenschaften (u. a. bei Albert Einstein und Max Planck) in Berlin. Bei Beginn des Ersten Weltkriegs 1914 als russischer Staatsangehöriger interniert, meldete er sich freiwillig als Dolmetscher für die deutsche Armee und war als solcher in Kriegsgefangenenlagern tätig.

### In der KPD
Durch die Kriegserfahrung radikalisierte er sich und sympathisierte mit dem Spartakusbund. Nach der Wiederaufnahme seines Studiums gewannen ihn Paul Levi und Ruth Fischer, mit der er von nun an liiert war, für die KPD, während er den Namen Arkadi Maslow annahm. Im November 1920 wurde er in den Zentralausschuss der Partei gewählt und stand ab 1921 gemeinsam mit Ruth Fischer an der Spitze der Berliner KPD und des linken Parteiflügels und war außenpolitischer Redakteur der Roten Fahne. Als ihn im Februar 1922 die Berliner Polizei festnahm, gab er sich als sowjetischer Agent und Vertrauensmann von Leo Trotzki und Karl Radek aus. Wegen Passvergehen zu acht Monaten Haft verurteilt, tauchte er unter, um einer Ausweisung zu entgehen. Gleichzeitig kursierten innerhalb der KPD Gerüchte, dass Maslow ein Polizeispitzel sei. Zwecks Klärung dieser Vorwürfe musste er im September 1923 vor einem Untersuchungskomitee der Komintern in Moskau erscheinen und wurde entlastet, aber noch bis Anfang 1924 dort festgehalten.
Auf dem Frankfurter Parteitag im April 1924 wurde Maslow zum Vorsitzenden der KPD gewählt. Im Mai 1924 erneut in Deutschland festgenommen und im September 1925 gemeinsam mit Paul Schlecht und Anton Grylewicz vor Gericht gestellt wurde Maslow zu vier Jahren Gefängnis verurteilt, aber wegen seines schlechten Gesundheitszustandes im Juli 1926 vorzeitig entlassen. Durch seine Inhaftierung übernahm Fischer die Leitung der KPD. Ein Jahr später verloren Maslow und Fischer die Protektion von Sinowjew und wurden auf Betreiben Stalins im Herbst 1925 zugunsten Ernst Thälmanns aus der Parteiführung entfernt und am 20. August 1926 aus der KPD ausgeschlossen.

### Im politischen Abseits
Maslow beteiligte sich gemeinsam mit Ruth Fischer und Hugo Urbahns an Versuchen, ausgeschlossene oder ausgetretene Mitglieder des linken KPD-Flügels zu sammeln, was Anfang 1928 in die Gründung des Leninbundes mündete. Währenddessen verleumdete die KPD Maslow als „Agenten der Bourgeoisie“ und warf ihm vor, dass er nur deswegen nicht aus Deutschland ausgewiesen worden sei, weil er Zersetzungsarbeit gegenüber der KPD leisten würde. Im Mai 1928 verließ Maslow gemeinsam mit Ruth Fischer den Leninbund, weil sie eine gegen die KPD gerichtete, eigenständige Wahlkandidatur für falsch hielten und nach der Kapitulation von Sinowjew und Kamenew gegenüber Stalin die Hoffnung hegten, wieder in die KPD aufgenommen zu werden. Bis 1933 war Maslow vor allem als Übersetzer tätig und zog sich aus der unmittelbaren Politik weitestgehend zurück.

### Im Exil
Nach der Machtübertragung an die NSDAP flohen Maslow und Fischer 1933 zunächst nach Paris, wo sie sich bis 1940 aufhielten. Von 1934 bis 1936 arbeitete Maslow intensiv mit Trotzki zusammen und war Teil der Bewegung für eine Vierte Internationale. Nach dem Bruch mit Trotzki gründete er gemeinsam mit Ruth Fischer einen Zirkel namens Gruppe Internationale (Marxisten-Leninisten) der bis 1939 bestand. Während der Moskauer Prozesse 1936 bis 1938 verleumdete die stalinistischen Presse Maslow erneut als Agent. 1940, nach der Niederlage Frankreichs gelang es Maslow nach Kuba zu fliehen, er bekam jedoch anders als Ruth Fischer kein Einreisevisum für die USA. Am 20. November 1941 wurde Maslow in Havanna tot auf der Straße aufgefunden. Nach offiziellem Obduktionsbefund war Maslow einem Herzschlag erlegen, hingegen gingen Ruth Fischer und Franz Pfemfert von einem Mord seitens der sowjetischen Geheimpolizei  NKWD aus.

### Gedenken
Am 18. Februar 2022 wurde vor seinem ehemaligen Wohnort, Berlin-Britz, Andreasberger Straße 9, ein Stolperstein verlegt.

## Schriften (Auswahl)
- Die zwei Revolutionen des Jahres 1917. Band 1[3]: Die allgemeinen Voraussetzungen der russischen Revolution. Vereinigung Internationaler Verlagsanstalten, Berlin 1924.
- mit Ruth Fischer: Abtrünnig wider Willen. Aus Briefen und Manuskripten des Exils. Herausgegeben von Peter Lübbe. Mit einem Vorwort von Hermann Weber. Oldenbourg, München 1990, ISBN 3-486-55331-3.
- Die Tochter des Generals. Herausgegeben und mit einem Nachwort versehen von Berit Balzer. be.bra Wissenschaft Verlag, Berlin 2011, ISBN 978-3-937233-76-5.